# Pareas atayal
Pareas atayal — вид неотруйних змій родини Pareatidae.

## Поширення
Ендемік Тайваню. Поширений на висоті до 2000 м над рівнем моря.

## Назва
Вид названо на честь тайванського корінного народу атаял.